# Муслюмово (село, Челябинская область)
Муслю́мово (тат. Мөслим) — отселяемое село в Кунашакском районе Челябинской области.
Бывший административный центр Муслюмовского сельского поселения.

## География
Село располагалось по обеим берегам реки Теча, загрязнённой радиоактивными отходами предприятия «Маяк», рядом расположено озеро Шугуняк. Расстояние до районного центра, Кунашака, 12 км.

## История

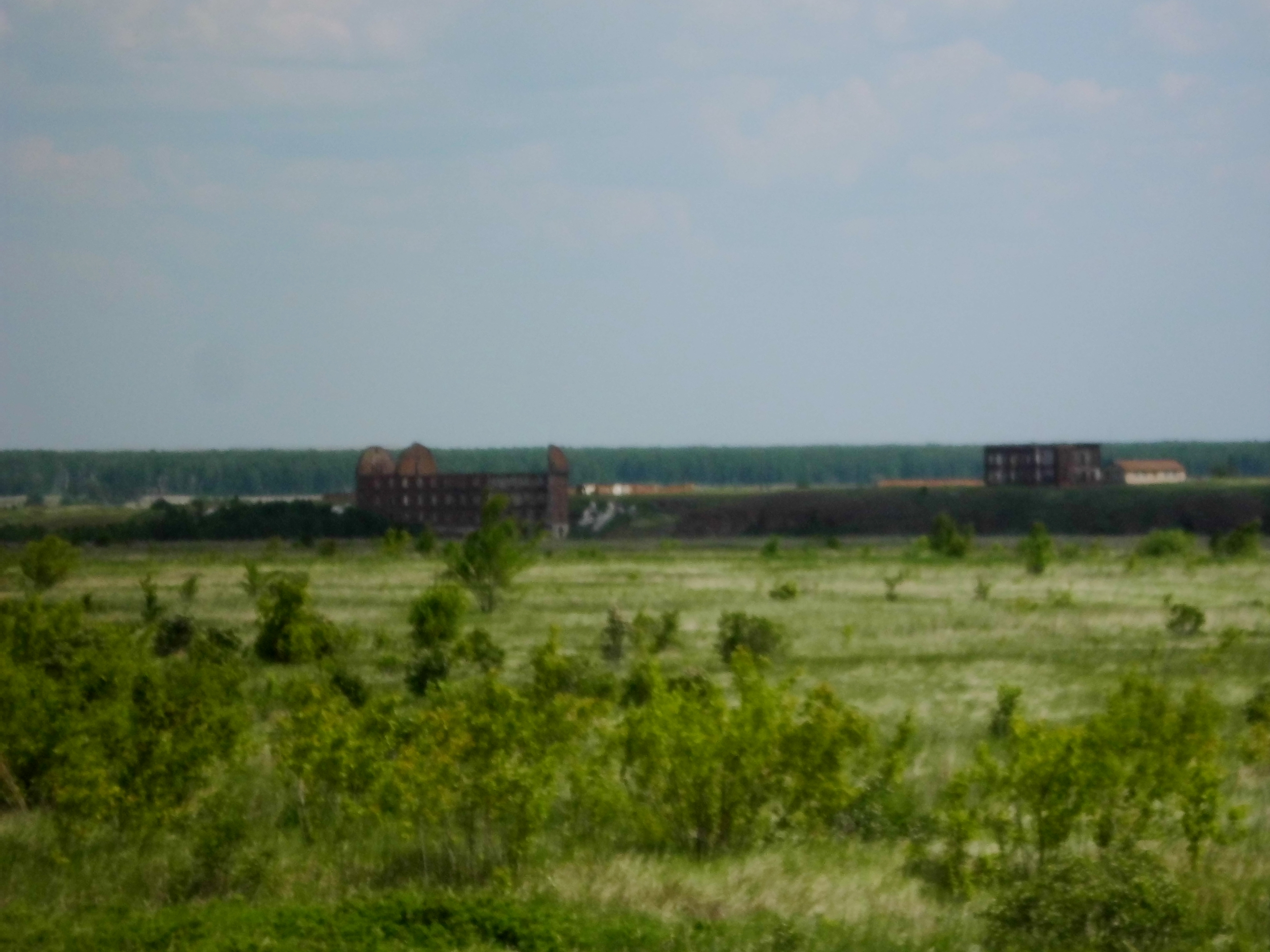
Руины комплекса зданий бывшей мельницы у правого берега реки Течи (2018 год)

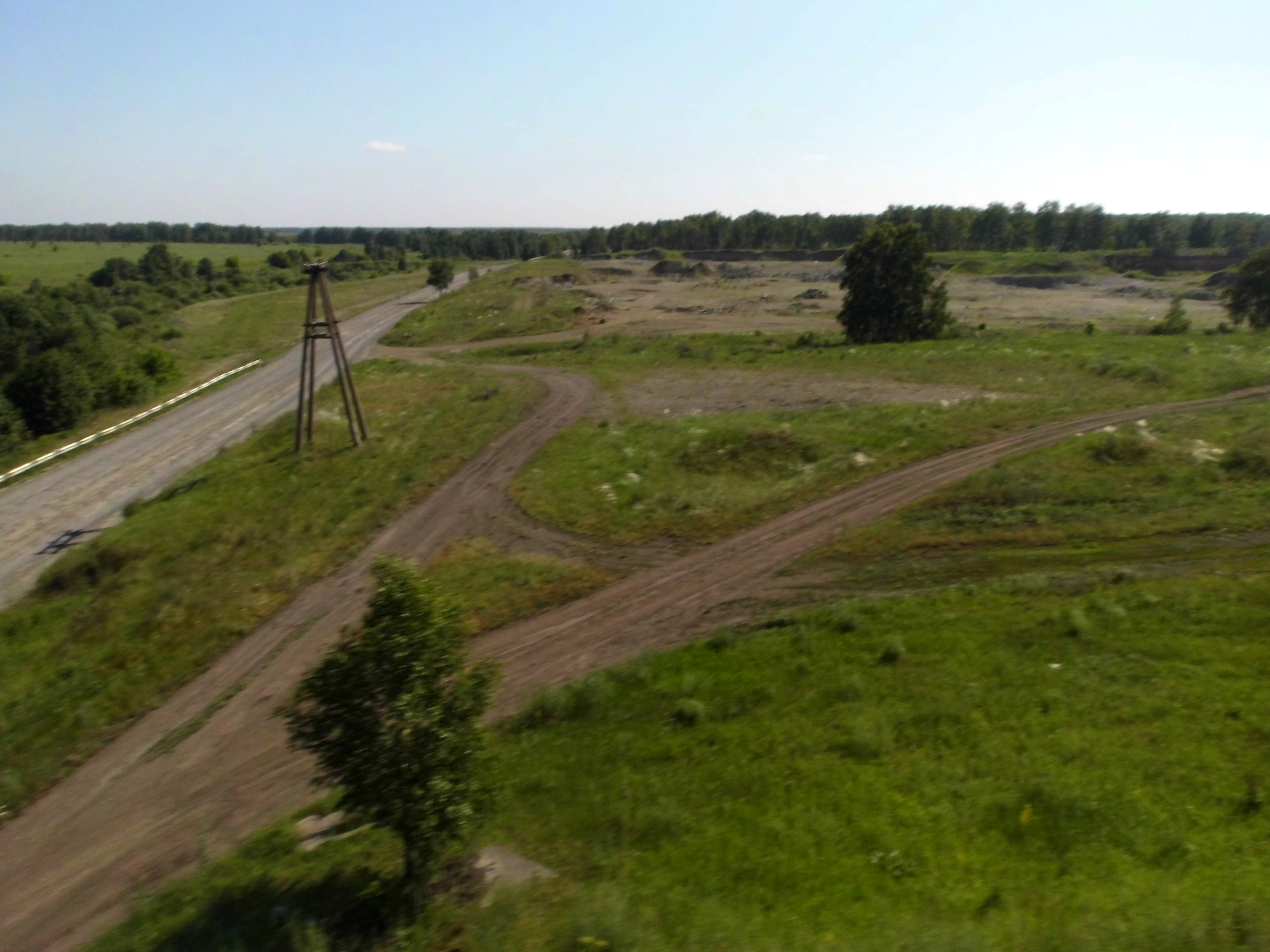
Одно из мест выемки верхнего радиоактивного слоя грунта у правого берега реки Течи на месте бывшего села Муслюмово. Слева вдоль берега реки проходит участок автодороги соединяющий железнодорожную станцию Муслюмово и посёлок с подъездом к Екатеринбургу автодороги М5 «Урал». 2018 год

Муслюмово — село старинное, хотя исторические источники во многом разноречивы. Известно, что село было основано в 1730-х годах. Кто-то говорит, что основателем села был Муслим Аширов, один из башкирских старшин; кто-то считает, что начало селу положил Абдулманнан Муслимов, также башкирский старшина; третьи указывают род Даушевых, где Муслим — мишарский мурза, «представитель господствующего феодального сословия среди служилых татар и мишарей».
В июле 1919 года в районе села Муслюмово (у мельницы Злоказова) прошёл один из боёв Челябинской операции, в котором участвовал будущий маршал Василий Иванович Чуйков.
В 1935 году в селе Муслюмово родился Рамазан Шагалеев — башкирский поэт, музыкант, Заслуженный работник культуры РСФСР, член Союза писателей СССР.
С 1949 года в реку Теча сливались радиоактивные отходы химкомбината Маяк, расположенного в городе Озёрске (тогда г. Челябинск-40) выше по течению реки. Радиоактивное заражение местности усугубила «Кыштымская авария» на этом предприятии в 1957 году.
С середины 2000-х годов проводится работа по снижению воздействия радиоактивных речных осадков на жителей села. Жителей с 2009 года переселяют в «посёлок Новомуслюмово», отстроенный к западу от села в юго-восточной части посёлка Муслюмово и расположенный дальше на несколько километров от русла реки.

## Население
| 2002 | 2010 |
| ---- | ---- |
| 2096 | ↘464 |

По данным Всероссийской переписи, в 2010 году численность населения села составляла 464 человека (220 мужчин и 244 женщины).
Эффективная доза облучения неэвакуированных до отселения жителей, проживавших в селе Муслюмово, составляла в среднем 280 миллизиверт.

## Улицы
Уличная сеть села состояла из 22 улиц и 1 переулка.

## Транспорт
В соседнем посёлке расположена одноимённая ж/д станция.

## Галерея

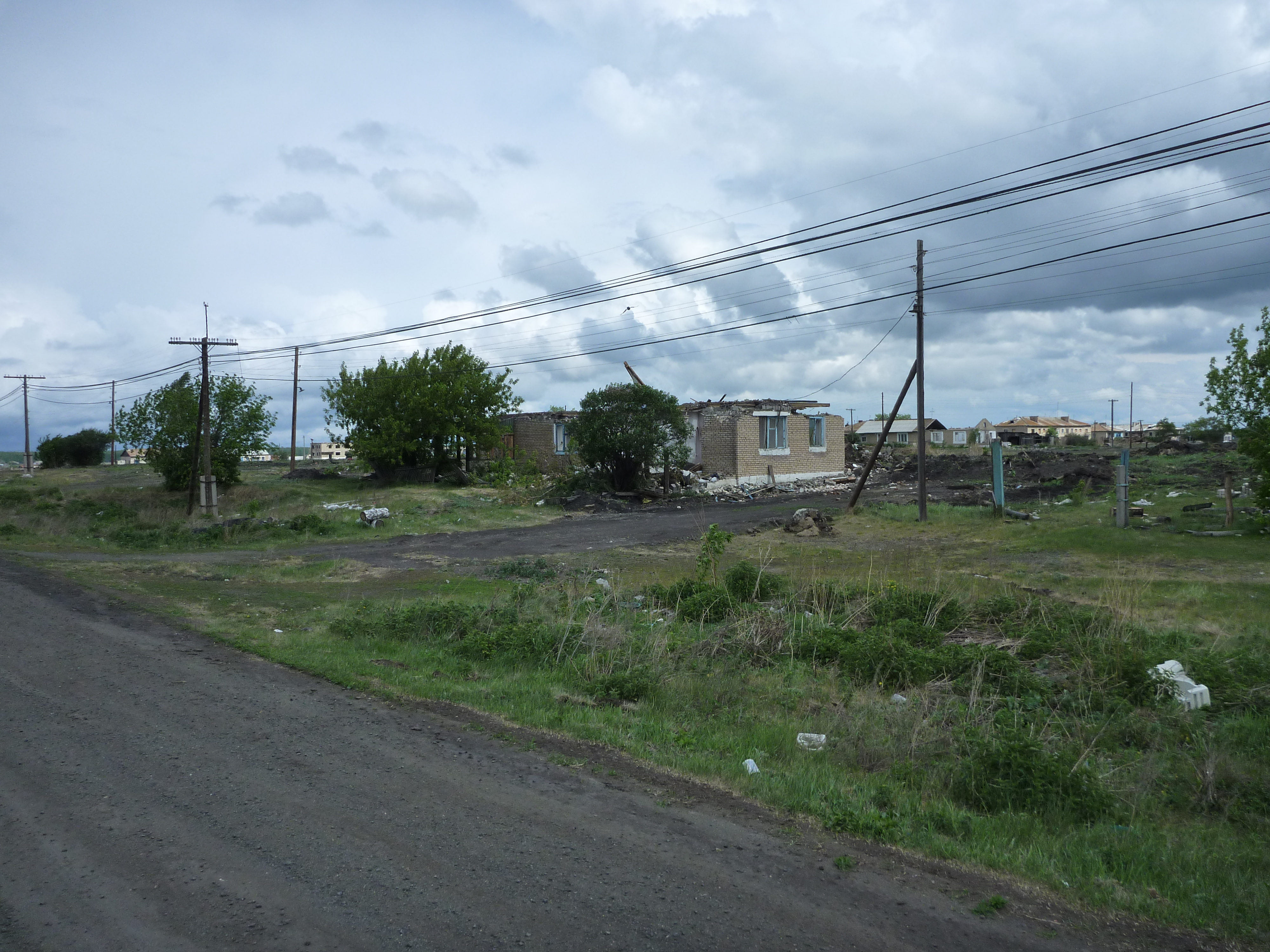
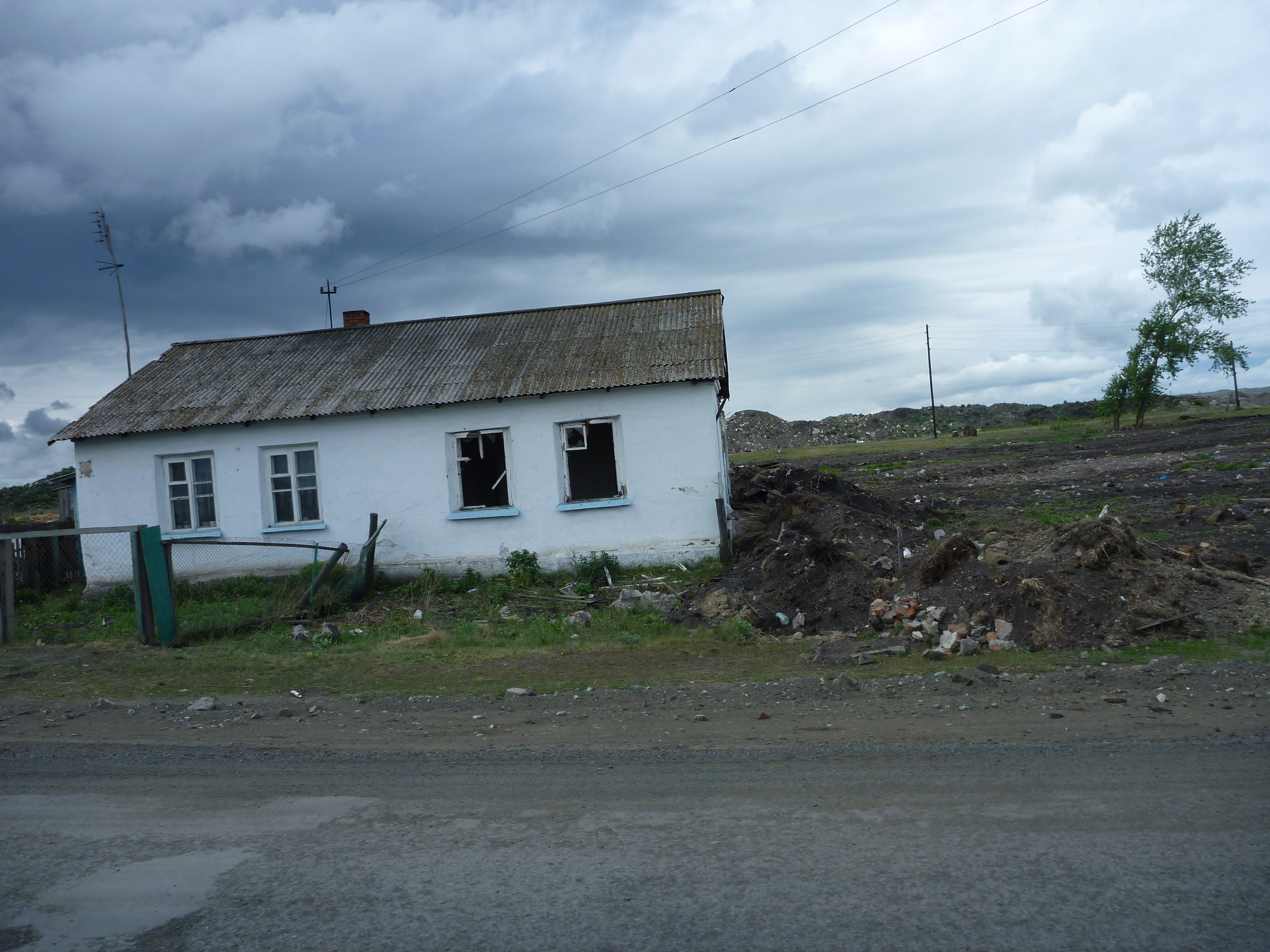
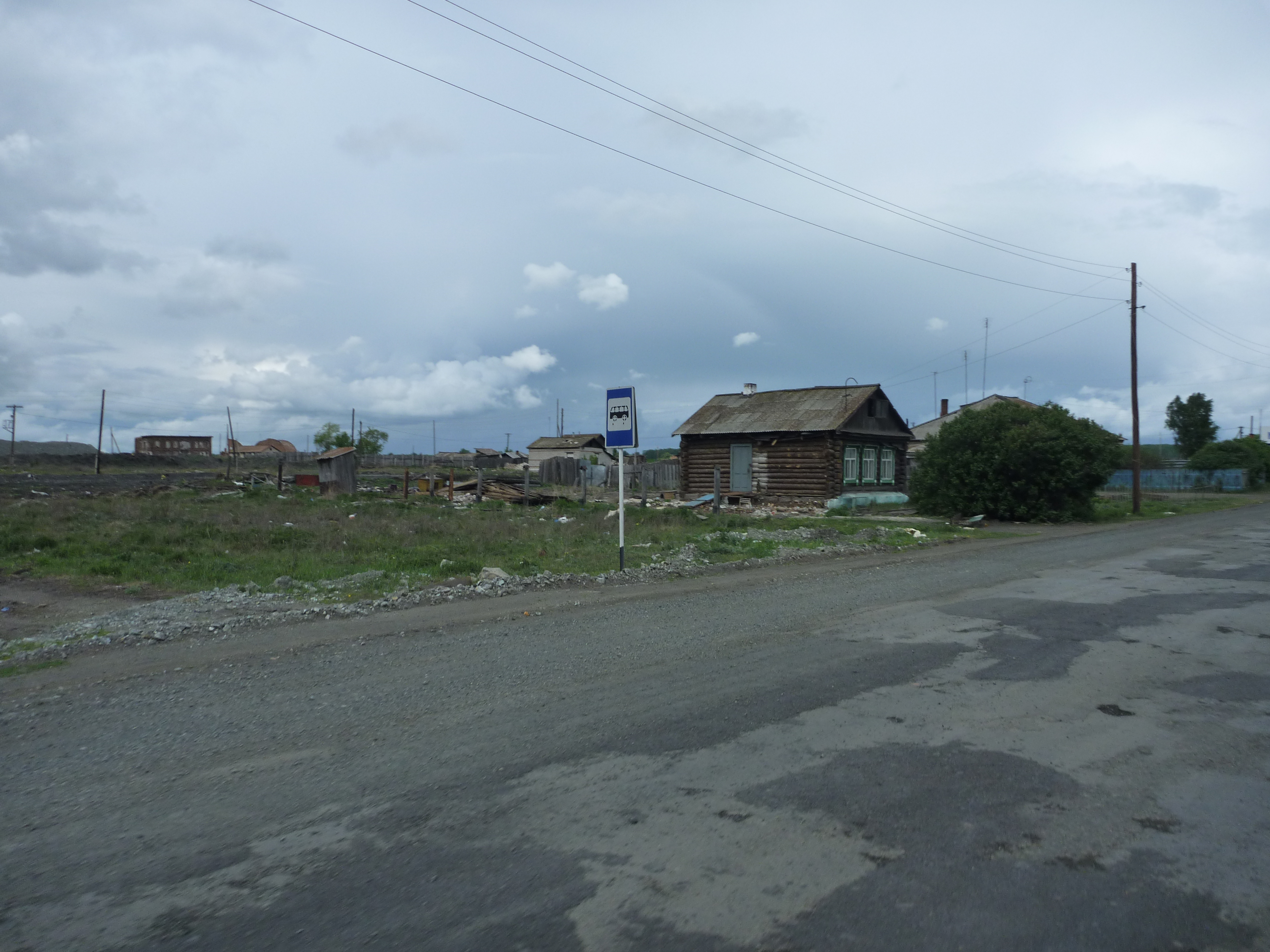
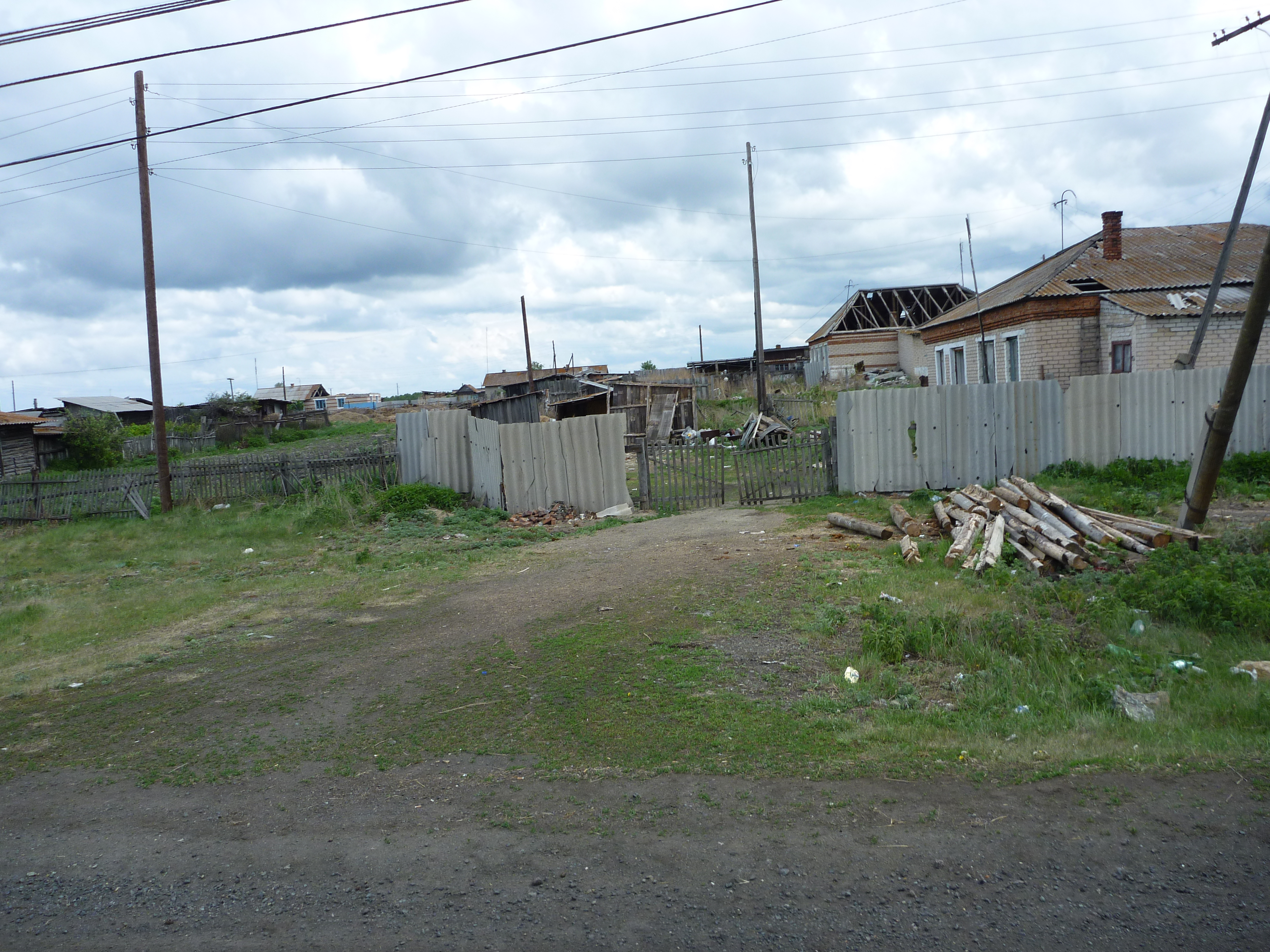
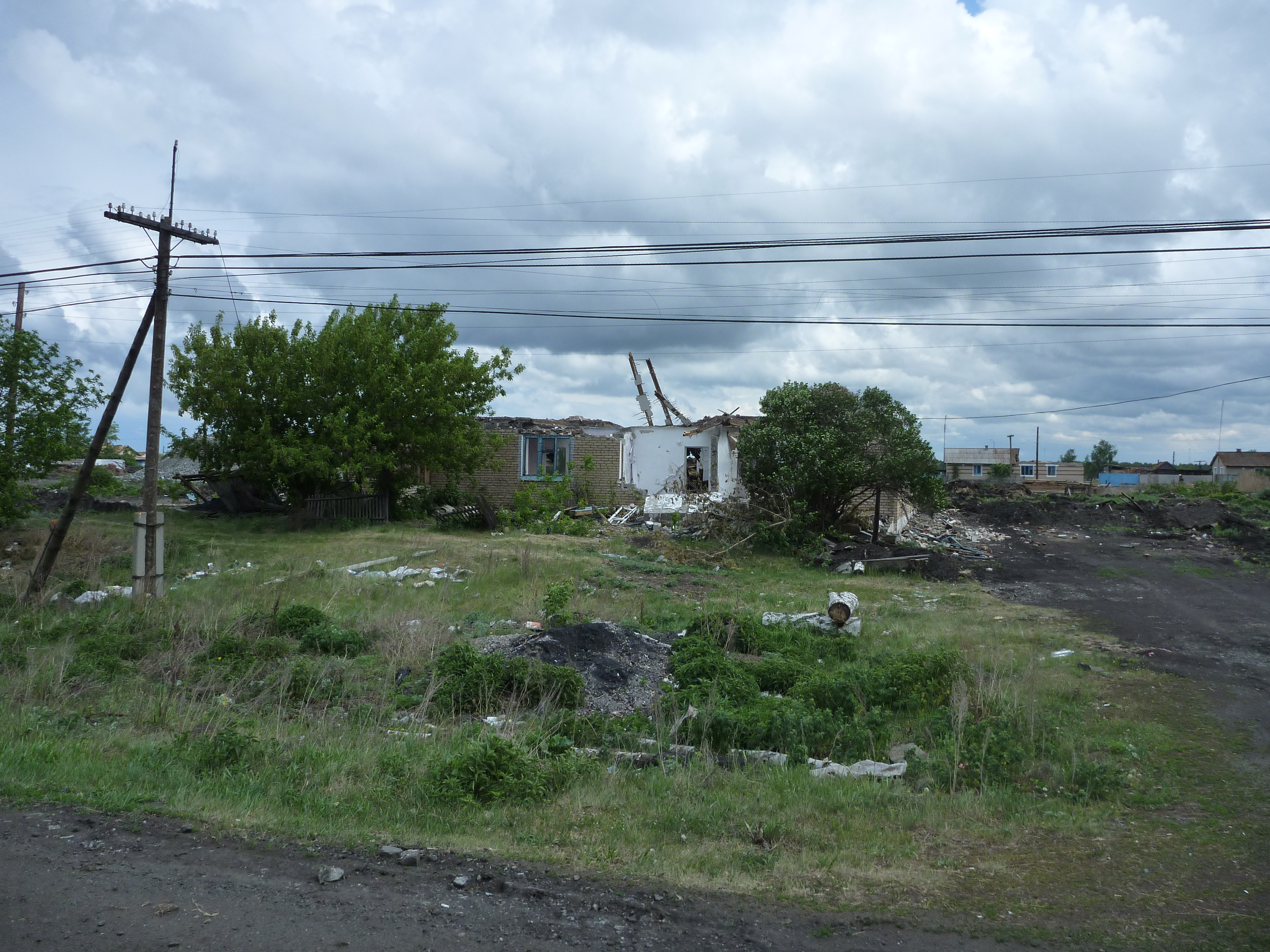

Виды села Муслюмово. 2010 г.